# Idskenhuistermeer
Het Idskenhuistermeer (Fries en officieel: Jiskenhúster Mar) is een meer in de provincie Friesland (Nederland), in de gemeente De Friese Meren. Ten oosten van het meer ligt Idskenhuizen, waar het meer ook naar vernoemd is. Het meer is verbonden met het noordelijk liggende Koevordermeer via het Prinses Margrietkanaal.